# Anastomus
Anastomus es un género de aves ciconiformes de la familia Ciconiidae que incluye dos especies de cigüeñas caracterizadas por su pico abierto y conocidas vulgarmente como picotenazas. Son propias de zonas tropicales.

## Especies
Se conocen dos especies de Anastomus:
- Picotenaza asiático (Anastomus oscitans) - India e Indochina
- Picotenaza africano (Anastomus lamelligerus) - África y Madagascar